# Конса, Амалия Михкелевна
Ама́лия Луи́за Ко́нса (эст. Amalie Konsa; 10 марта 1873 — 19 июля 1949) — эстонская актриса, певица, заслуженная артистка Эстонской ССР (1948).

## Биография
Родилась в многодетной семье скромного достатка. Отец-эстонец был рабочим, мать — этническая литовка. Окончила церковную школу в Юрьеве. Больше никакого образования не получила. Не читала, иностранными языками не владела. Русского языка практически не знала.
Выступала на сцене с 1886 года в качестве певицы хора певческого общества «Ванемуйне», основанного в Тарту Й. В. Яннсеном.
В конце XIX века под псевдонимом Brigitta (Бригитта) была одной из самых популярных актрис театральной труппы эстонского импресарио Аугуста Вийрa (1853—1919).
В 1906 году вместе с Леопольдом Хансеном и Карлом Меннингом была в числе основателей эстонской театральной труппы, ставшей впоследствии театром «Ванемуйне». Позже, Карл Меннинг был одним из больших поклонников её таланта.
До своей смерти в 1949 году Амалия Конса (с перерывами) работала в театре «Ванемуйне». Кроме того, в 1927 году сыграла в одном из первых эстонских немых фильмов «Noored kotkad» («Молодые орлы») Теодора Лутса.
Амалия Конса была одной из самых известных и популярных хара́ктерных актрис в Эстонии, считалась «бабушкой эстонского театра».

## Награды
В 1936 году ей было присвоено звание заслуженной актрисы Эстонской Республики. В 1948 году получила звание заслуженный артист Эстонской ССР.

## Память
На доме в центре Тарту, где жила Амалия Конса, установлена бронзовая памятная доска.